# Vespa (voertuig)

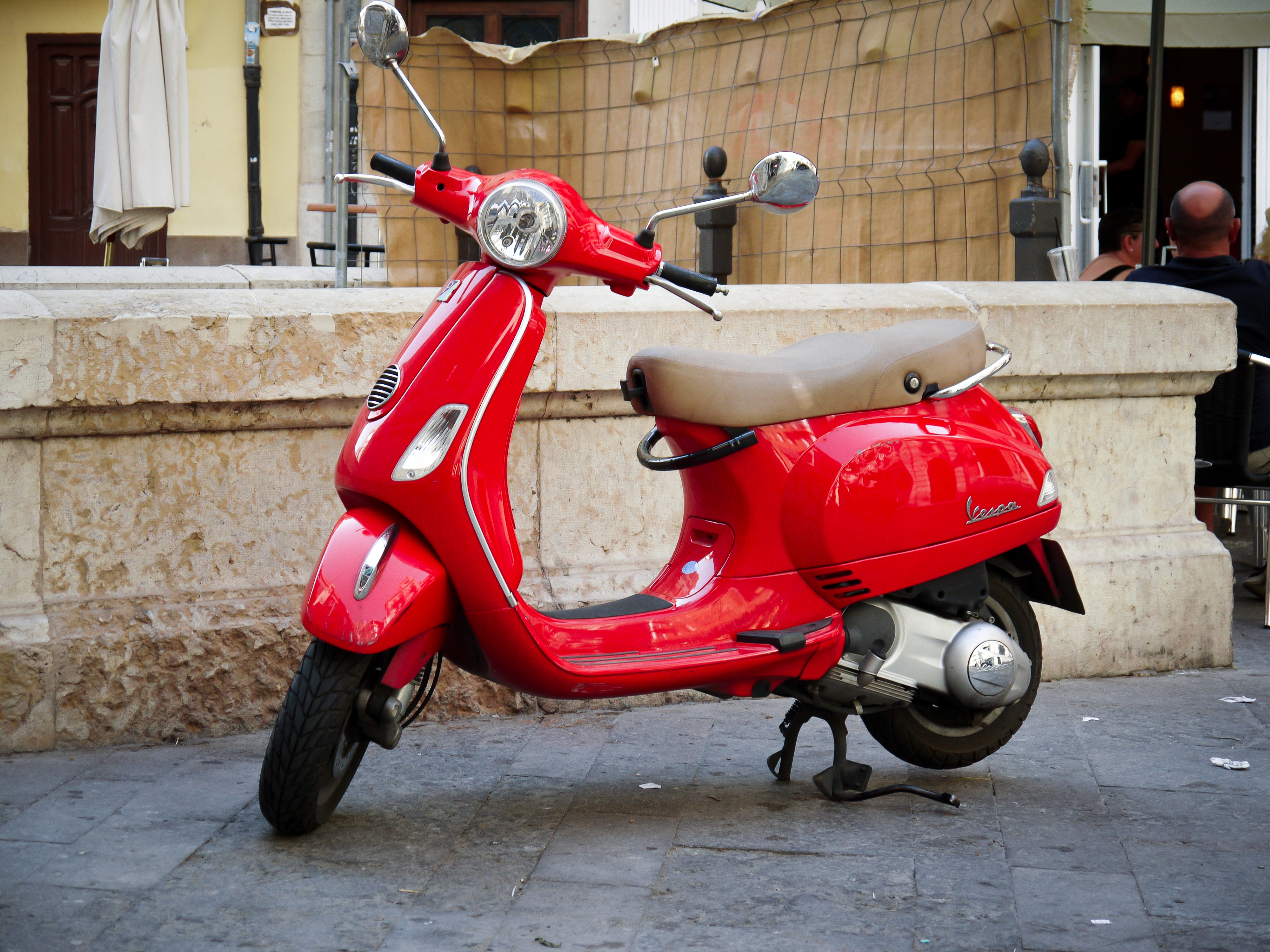
Rode Vespa scooter

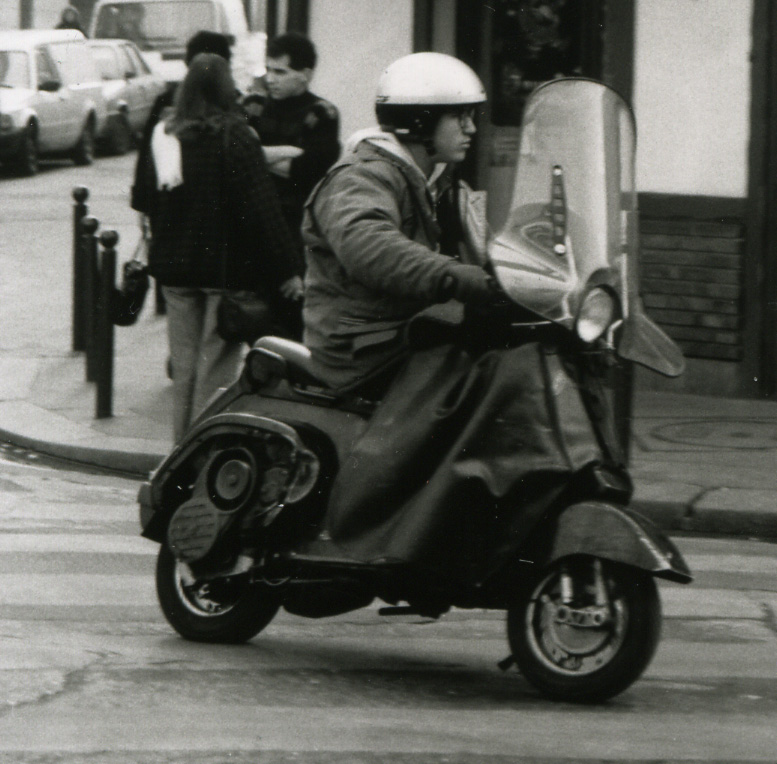
Vespa in de straten van Parijs 1991

Vespa is een merk van bromfietsen en scooters die geproduceerd worden door het Italiaanse bedrijf Piaggio.
Oorspronkelijk was Piaggio een (oorlogs)vliegtuigbouwer die na de Tweede Wereldoorlog geen vliegtuigen meer mocht bouwen. Italië had immers gecollaboreerd met de Duitsers. Daarom besloot de Piaggio-directie om hun productielijn om te vormen tot een scooterfabriek.
In 1946 werd Piaggio beroemd met de productie van scooters die de naam Vespa (wesp) kregen.
Vele vliegtuigonderdelen werden aanvankelijk gebruikt. Zo was het voorwiel het neuswiel van de vroegere vliegtuigen, de motor was een aangepaste startmotor, enz. Al snel werden deze scooters - ontworpen door Corradino d’Ascanio - populair in het naoorlogse Italië, waar grote behoefte aan eenvoudige transportmiddelen bestond. Vespa werd zo een merknaam.

## Scooters
Huidige modellen Vespa scooters:
- Vespa Primavera
- Vespa Sprint
- Vespa GTS
- Vespa GTS Super
- Vespa Sei Giorni
- Vespa Elettrica
- Vespa 946

Voormalige modellen Vespa Scooters:
- MP5 - (1944)
- MP6 - (1945)
- Vespa 98 - (1946)
- Vespa 98 II - (1947)

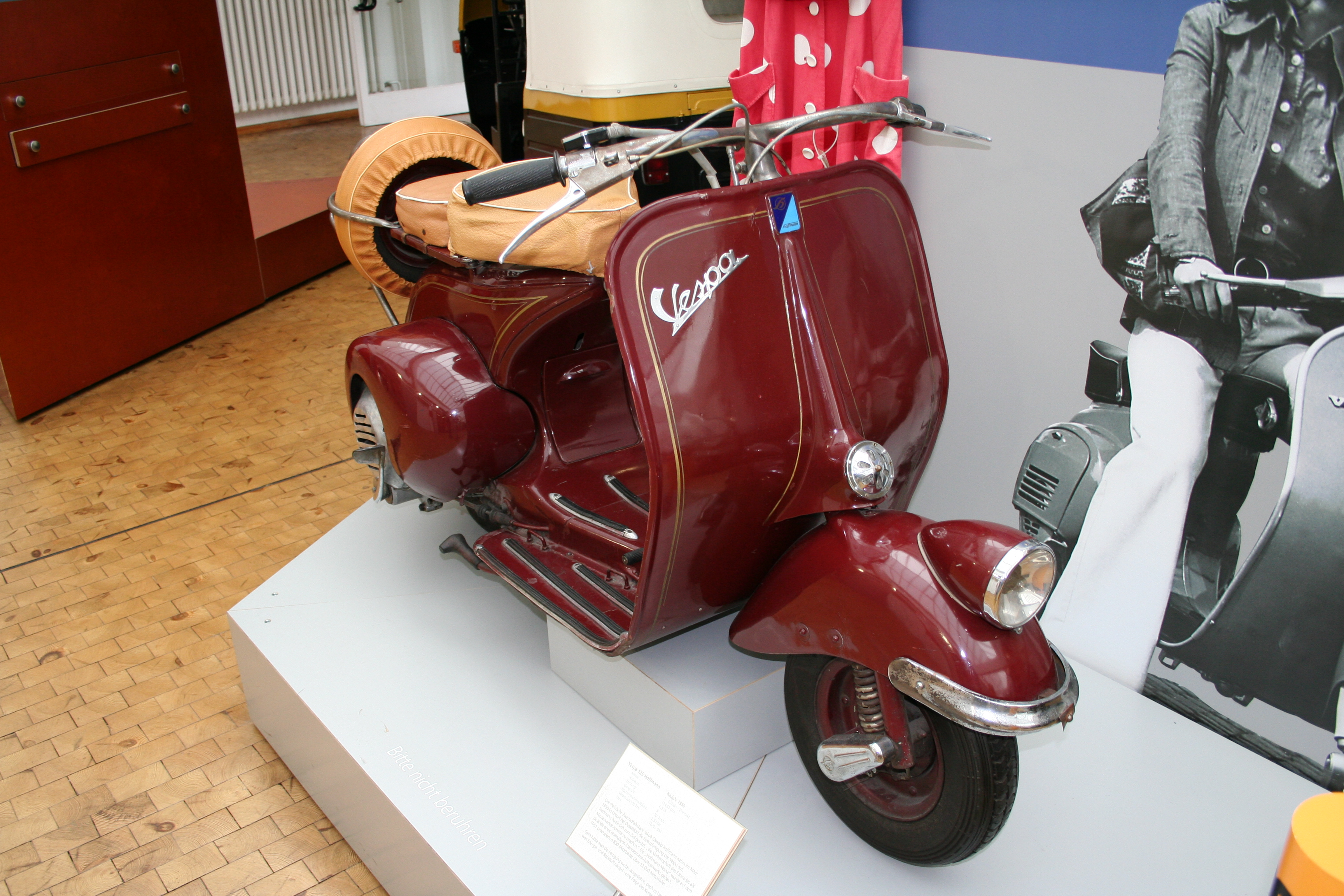
Vespa 125 uit 1950

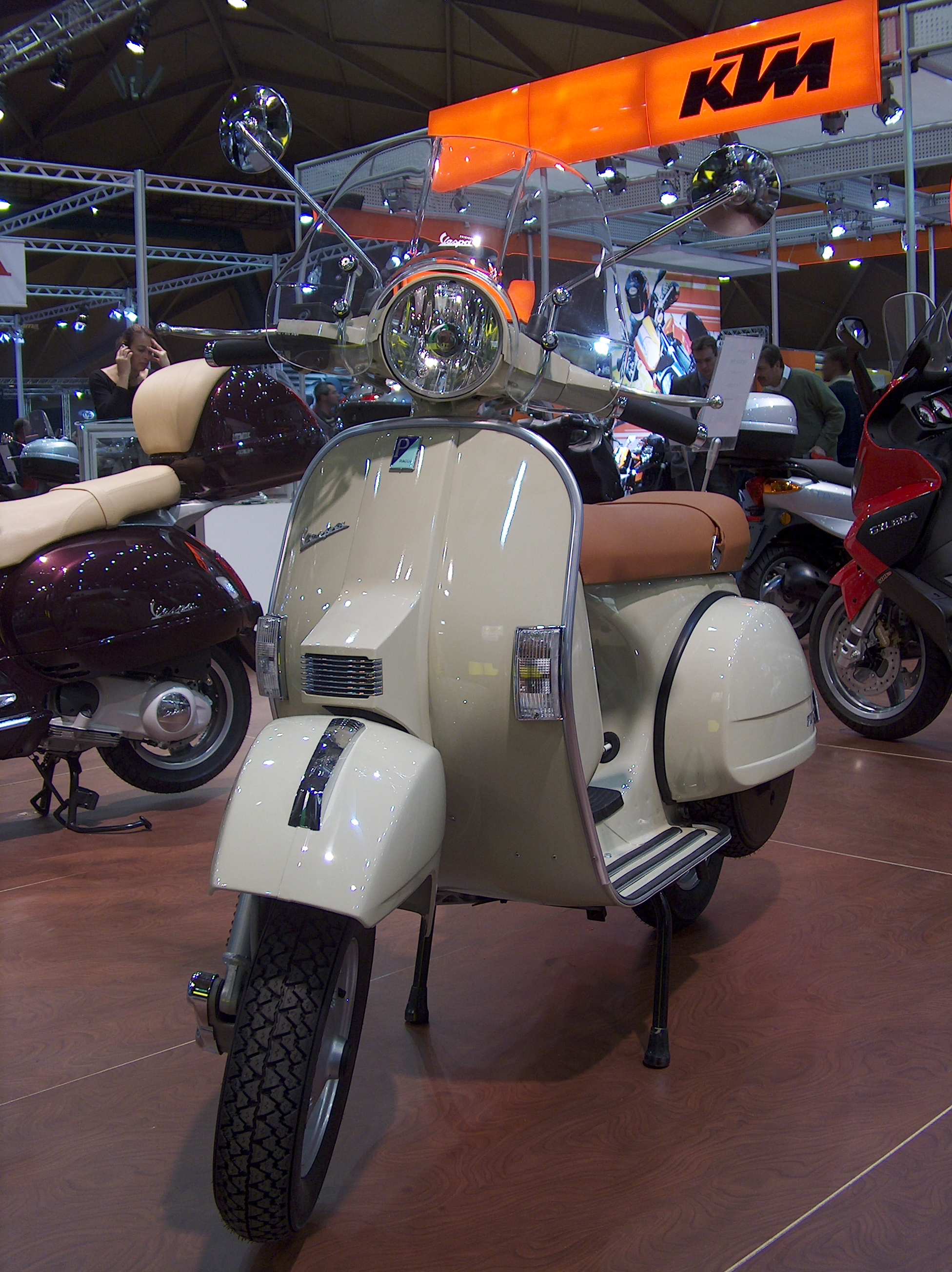
Vespa PX

- Vespa 125 Bacchetta V1T-V15T - (1948 - 1950)
- Vespa 125 V30T-V33T - (1950 - 1952)
- Vespa 125 VM - (1952 - 1954)
- Vespa 125 U - (1953)
- Vespa 125 VN - (1954 - 1957)
- Vespa 150 VL Struzzo - (1954 - 1957)
- Vespa GS 150 - (1955 - 1961)
- Vespa 150 GL - (1956 - 1958)
- Vespa 150 VB - (1957 - 1959)
- Vespa 125 VNA - (1957 - 1959)
- Vespa 150 VBA - (1958 - 1960)
- Vespa 125 VNB - (1959 - 1966)
- Vespa 150 VBB - (1960 - 1967)
- Vespa GS 160 - (1961)
- Vespa 125 GT - (1961 - 1973)
- Vespa SS 180 - (1964 - 1968)
- Vespa 125 Super - (1965 - 1979)
- Vespa 150 Super - (1965 - 1979)
- Vespa Sprint - (1965 - 1974)
- Vespa 125 GTR - (1968 - 1978)
- Vespa Rally 175
- Vespa Rally 180 - (1968 - 1973)
- Vespa Sprint Veloce - (1969 - 1979)
- Vespa Rally 200 - (1972 - 1979)
- Vespa 50
- Vespa 50 Special
- Vespa Primavera
- Vespa PX (1978-2005)
- Vespa PK
- Vespa Cosa
- Vespa ET (1995-2005)
- Vespa Granturismo
- Vespa LX
- Vespa LXV
- Vespa S (2008)
- Vespa S Sport (2011)

## Auto's
Piaggio produceerde van 1957 tot 1961 ook kleine auto's (via hun Franse licentiehouder ACMA): de Vespa 400. De totale productie van de Vespa 400 wordt rond de 34.000 eenheden geschat. Deze werden hoofdzakelijk verkocht in Frankrijk, België, Duitsland en Groot-Brittannië. De Vespa 400 autootjes werden nooit ingevoerd in Italië vanwege een te directe concurrentie met de Fiat 500.

Tegenwoordig worden onder de naam Vespacar onder andere tuktuk-achtige auto's gemaakt (APE enz.) en Brommobielen.

## Andere Vespa voertuigen
Vanwege de naamsbekendheid van hun succeskind gebruikte Piaggio de typenaam Vespa voor meerdere van hun producten, alhoewel deze technisch vaak weinig te maken hadden met de eigenlijke Vespa-scooter.
- Vespa Hexagon
- Vespa Sfera
- Vespa Ciao
- Vespa Citta
- Vespa SI
- Vespa Boxer
- Vespa Bravo

## Licenties en kloons

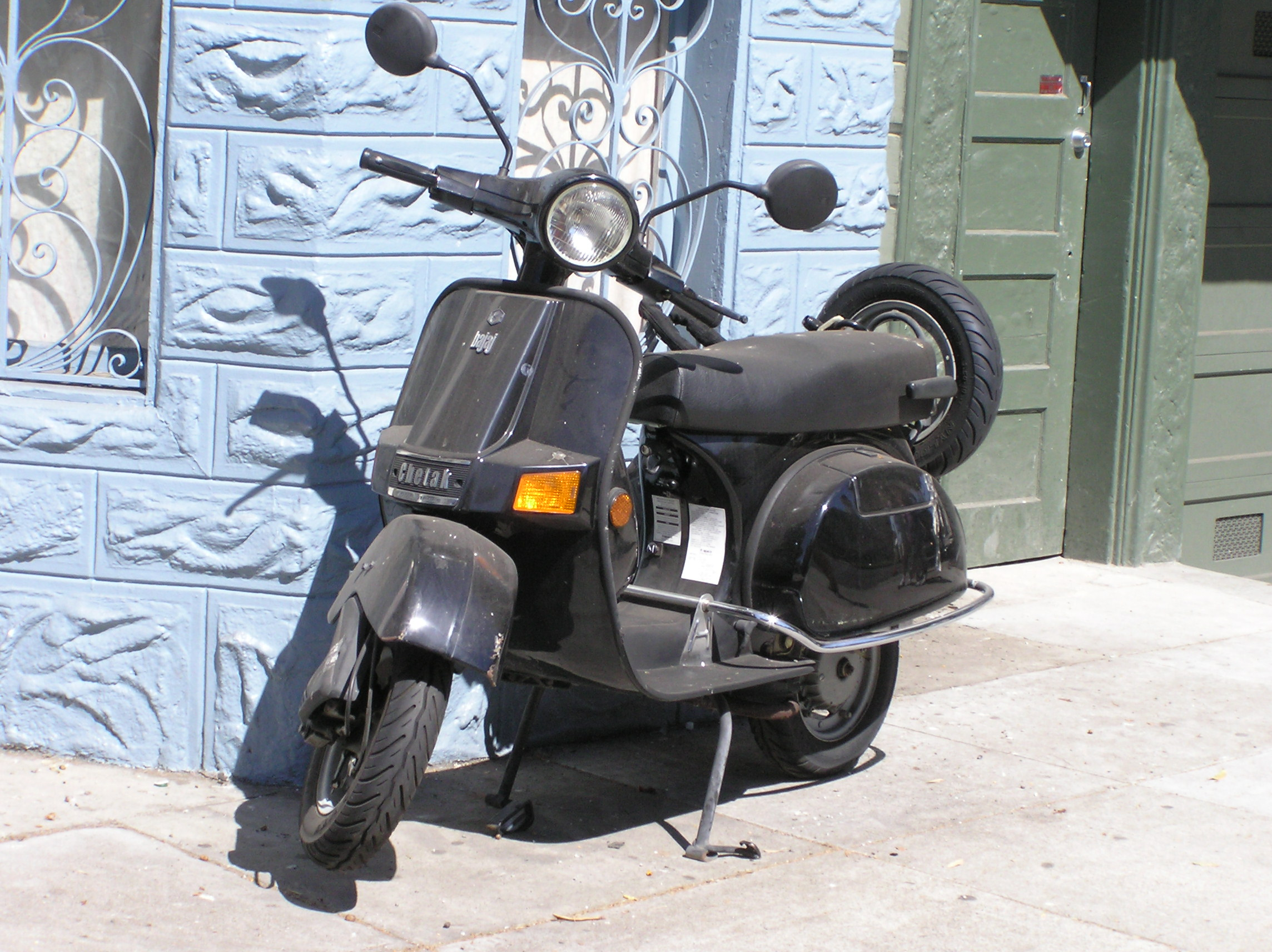
Bajaj scooter

Vespa-scooters werden in licentie gebouwd in:
- België (MISA)
- Brazilië (Motovespa do Brasil)
- Duitsland (Hoffmann, Messerschmitt)
- Frankrijk (ACMA)
- Groot-Brittannië (Douglas)
- India (Bajaj Auto, APSL, LML)
- Indonesië (Danmotors)
- Iran (NMIR)
- Joegoslavië (Ivo Lola Ribar)
- Spanje (Motovespa)
- Taiwan (PGO)

In de voormalige Sovjet Unie werd een illegale Vespa kloon gebouwd, de Vyatka 150.